# Nihoa
Nihoa, ook wel Mokumanu (Hawaïaans voor "Vogeleiland") genoemd, is een onbewoond eiland in de keten van Hawaïaanse eilanden in de noordelijke Stille Oceaan, op ongeveer 190 km ten noordwesten van Niihau en 450 km van Honolulu. Het is omgeven door 0,5 km² koraalrif.
Nihoa is zadelvormig waarbij het zuidelijke deel is bedekt met vegetatie, maar de andere delen bestaan uit steile kale rotsen. Dit gaf de naam aan het eiland (Nihoa betekent tand). Nihoa is het hoogste van de noordwestelijke Hawaiiaanse eilanden, en heeft twee pieken Miller's Peak (273 m) in het westen, en Tanager Peak (260 m) in het oosten. Bezoekers van Nihoa (net als van bijna alle noordwestelijke Hawaiiaanse eilanden) hebben een speciale vergunning nodig. Dit is om de natuur op het eiland te beschermen.
Nihoa is 7,2 miljoen jaar oud en was vroeger veel groter - het is door erosie kleiner geworden. Op het eiland komen vele inheemse (bedreigde) plant en diersoorten voor. Het eiland maakt deel uit van het Papahānaumokuākea Marine National Monument.
Archeologische expedities hebben gevonden dat het eiland vroeger bewoond was. Het is echter mogelijk dat het alleen gebruikt werd voor religieuze doeleinden.
De eerste westelijke zeeman die Nihoa ontdekte was kapitein James Colnett van de Prince of Wales, op 21 maart 1788. Omdat hij later gevangengenomen werd door de Spanjaarden en krankzinnig werd in de gevangenis, werd de ontdekking lange tijd toegeschreven aan kapitein William Douglas van de Iphigenia die Nihoa bijna een jaar later vond.

## Externe links

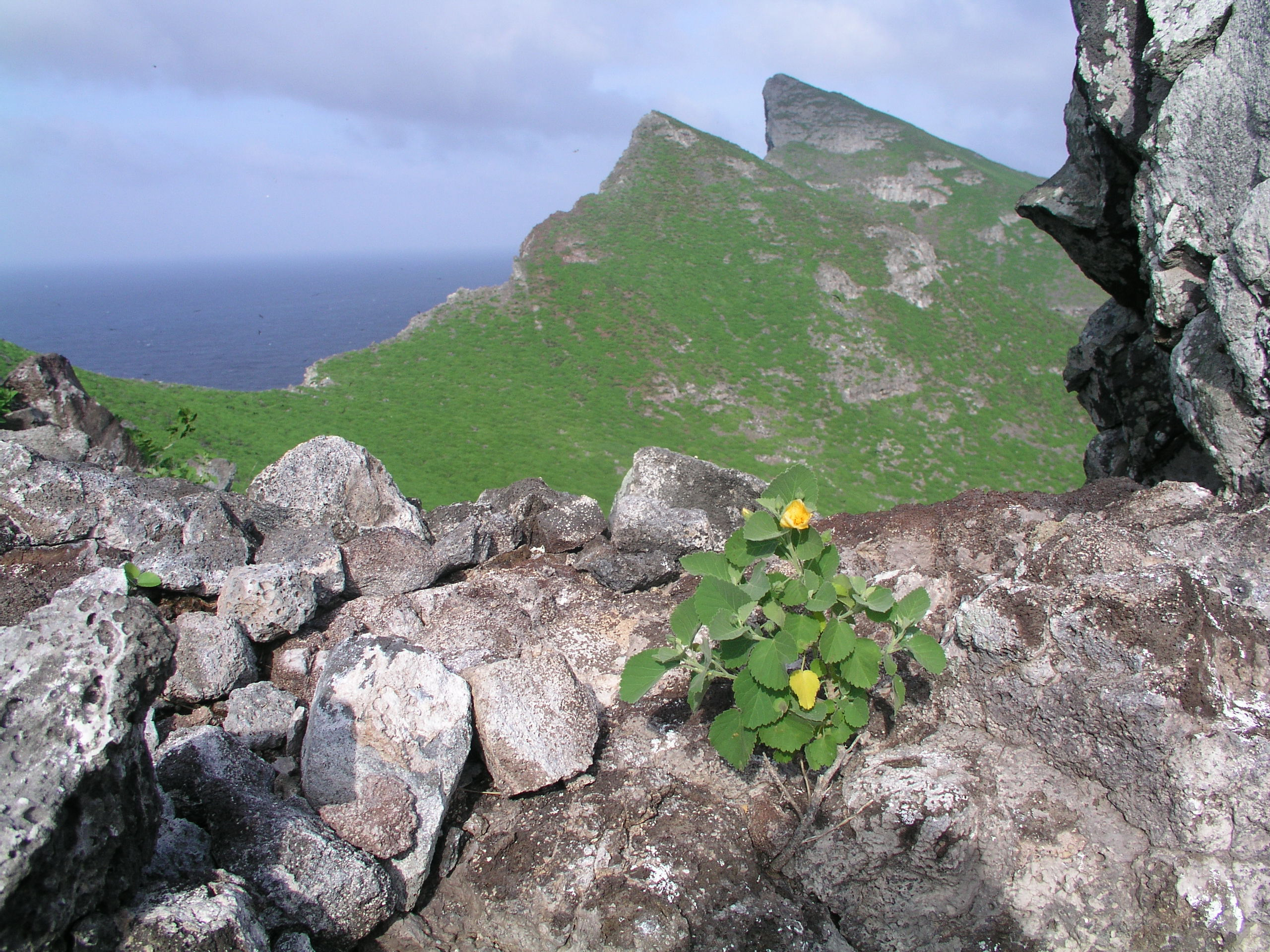
Nihoa - gezicht op Tanager Peak